# Botswana na Mistrzostwach Świata w Lekkoatletyce 2011
Botswana na Mistrzostwach Świata w Lekkoatletyce 2011 reprezentowana była przez troje zawodników.

## Występy reprezentantów Botswany

### Mężczyźni

#### Konkurencje biegowe
| Konkurencja   | Zawodnik    | Runda 1  | Runda 1 | Runda 2  | Runda 2 | Półfinał | Półfinał | Finał    | Finał   |
| Konkurencja   | Zawodnik    | Rezultat | Pozycja | Rezultat | Pozycja | Rezultat | Pozycja  | Rezultat | Pozycja |
| ------------- | ----------- | -------- | ------- | -------- | ------- | -------- | -------- | -------- | ------- |
| Bieg na 400 m | Pako Seribe |          |         | 46,97    | 27      |          |          |          |         |

#### Konkurencje techniczne
| Konkurencja | Zawodnik          | Eliminacje | Eliminacje | Finał    | Finał   |
| Konkurencja | Zawodnik          | Rezultat   | Pozycja    | Rezultat | Pozycja |
| ----------- | ----------------- | ---------- | ---------- | -------- | ------- |
| Skok wzwyż  | Kabelo Kgosiemang | 2,21 m     | 25         |          |         |

### Kobiety

#### Konkurencje biegowe
| Konkurencja   | Zawodniczka     | Runda 1  | Runda 1 | Runda 2  | Runda 2 | Półfinał | Półfinał | Finał      | Finał   |
| Konkurencja   | Zawodniczka     | Rezultat | Pozycja | Rezultat | Pozycja | Rezultat | Pozycja  | Rezultat   | Pozycja |
| ------------- | --------------- | -------- | ------- | -------- | ------- | -------- | -------- | ---------- | ------- |
| Bieg na 400 m | Amantle Montsho |          |         | 50,95    | 1 Q     | 50,13    | 1 Q      | 49,56 (NR) | 1       |